# ピョートル・マシェーロフ
ピョートル・ミローノヴィチ・マシェーロフ（ピョートル・ミローナヴィチ・マシェーラウ、ベラルーシ語: Пётр Міро́навіч Машэ́раў、ロシア語: Пётр Миро́нович Маше́ров、1918年2月26日 – 1980年10月4日）は、ソビエト連邦の政治家、共産主義者。ベラルーシ人。白ロシア・ソビエト社会主義共和国共産党中央委員会第一書記。
ヴィーツェプスク近郊のシルキに生まれる。曽祖父はナポレオン軍のロシア侵攻に従軍して残留したフランス人だという。1939年からセルゲイ・キーロフ名称教育大学にて物理と数学を学ぶ。第二次世界大戦の勃発までは物理と数学の教師だったが、白ロシアがドイツ占領下に置かれると赤軍パルチザンに参加して戦功を立て、ソ連邦英雄称号を授与された。戦後コムソモール・共産党において昇進を重ね、1965年には白ロシア共産党第一書記、翌1966年にはソ連共産党政治局局員候補となり、1978年には社会主義労働英雄称号を授与される。1980年頃までには闘病中のアレクセイ・コスイギンソ連邦首相の有力な後継候補者と目されていた。
1980年10月4日、交通事故により死去。62歳だった。